# 上野山義直
上野山 義直（かみのやま よしなお）は、江戸時代初期の武将。最上氏の家臣。最上義光の五男。初名は、光広（みつひろ/あきひろ）。

## 生涯
出羽国の戦国大名・最上義光の五男として誕生。
天正16年（1588年）、伊達氏との大崎合戦において、叔母・義姫と戦場で面会し和議締結に尽力したとされるが、当時は生まれていないため別の兄弟とみられる。
上山城城主・里見民部、正光ら里見一族が最上義康殺害の事件で追放されると、新たに上山2万1000石を与えられる。最上一門では兄・山野辺義忠を抜き、前城主の里見民部よりも高い石高である。
元和8年（1622年）、最上家が改易されると、黒田忠之に客人としてお預けの身となったが、直後に切腹した。